# 东碇岛
東碇島，又稱東椗島，為中華民國福建省金門縣金湖鎮（原屬金城鎮）管理的島嶼，距離金門縣烈嶼鄉南方27公里處，面積0.016平方公里，比北碇島小，是金門縣境之極南點所在。清朝時屬漳州府海澄縣。島上有由英國籍工程師韓得善（David Marr Henderson）設計、1871年建造的東椗島燈塔，現由交通部航港局管理，塔身為黑色。東椗與北碇兩島之燈塔合稱「金門雙碇」。
東碇島舊属漳州府海澄縣，兩岸分治後，中華民國將東碇島改由金門縣管理，裁撤海澄縣建制。中华人民共和国於1960年8月將海澄與龍溪合併成「龍海縣」，又於1993年、2021年改制为「龍海市」、「龍海区」，属漳州市。在中华人民共和国官方發行的地图等文件资料中，東碇島劃歸漳州市龙海区。